# Kyaneai
Kyaneai (altgriechisch Κυανέαι) war eine antike und byzantinische Stadt in Lykien im Südwesten Kleinasiens in der heutigen Türkei. Sie lag oberhalb des türkischen Dorfes Yavu auf einem Bergrücken. Das Dorf hat der Region, die annähernd mit dem Territorium (Chora) der hellenistisch-kaiserzeitlichen Polis Kyaneai identisch ist, ihren Namen gegeben. Das Gebiet ist von 1989 bis 2001 durch ein internationales und interdisziplinäres Team von Wissenschaftlern unter der Leitung des Tübinger Althistorikers Frank Kolb in einem intensiven Survey untersucht worden.

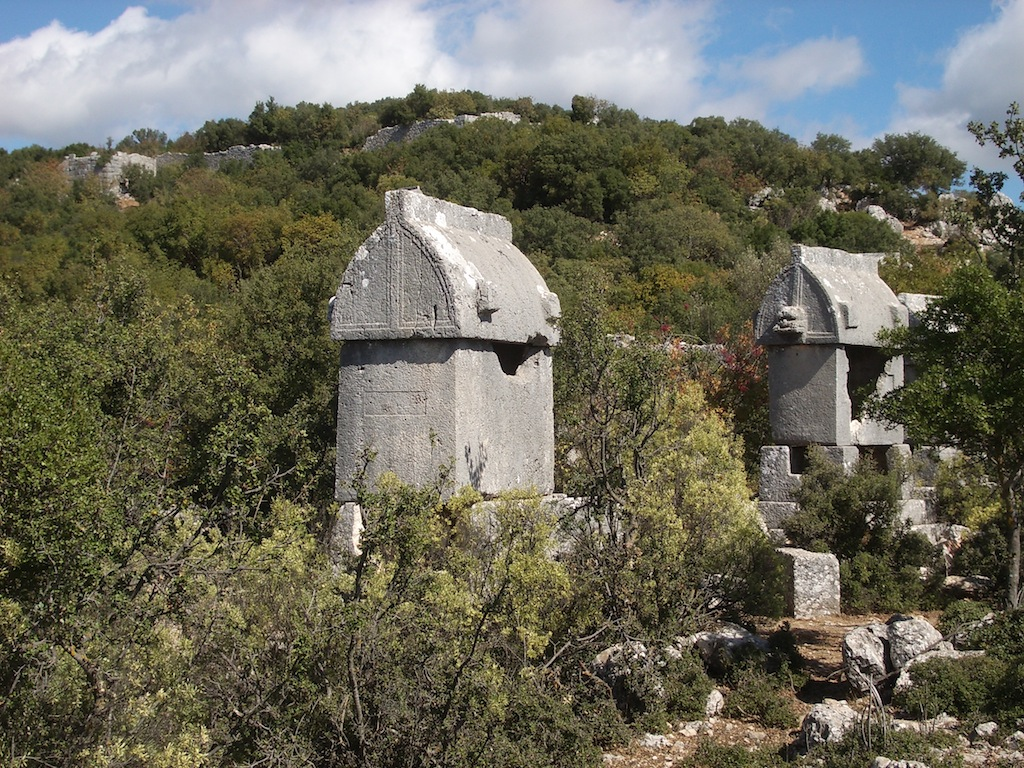
Kyaneai: Westnekropole mit Akropolis im Hintergrund

Kyaneai bestand bereits in archaischer und klassischer Zeit. Es handelte sich aber lediglich um einen wahrscheinlich von der nahegelegenen Siedlung auf dem Avşar Tepesi (wohl identisch mit dem lykischen Ort Zagaba) abhängigen Dynastensitz mit einer Burg. Der lykische Name von Kyaneai lautete vermutlich Khbahñ, ein Ortsname, der auf dem Inschriftenpfeiler von Xanthos erwähnt ist. Zagaba hatte vermutlich in dieser frühen Zeit die Funktion eines Zentralortes für die Region inne, ging aber wohl in der ersten Hälfte des 4. Jahrhunderts v. Chr. im Zuge politischen und militärischen Auseinandersetzungen zwischen der Dynastie von Xanthos und der Dynastie von Limyra unter.
Kyaneai dürfte danach die Zentralortfunktion übernommen haben und wurde zur bedeutendsten Siedlung des Yavu-Berglandes. In den antiken Schriftquellen ist Kyaneai kaum erwähnt, war aber nach Ausweis seiner Münzen, Inschriften und archäologischen Überreste eine bedeutende Polis. Sie gehörte nach 168 v. Chr. dem Lykischen Bund an und wurde in der Kaiserzeit Teil der römischen Provinz Lycia et Pamphylia. Münzen gibt es von der Zeit des Lykischen Bundes an bis zu Gordian III. In der Spätantike und der byzantinischen Zeit war Kyaneai Sitz eines Bischofs, der dem Metropoliten von Myra unterstand. Auf den Bischofssitz geht das Titularbistum Cyanae der römisch-katholischen Kirche zurück. Kyaneai bestand wohl bis zum Beginn des 13. Jahrhunderts.

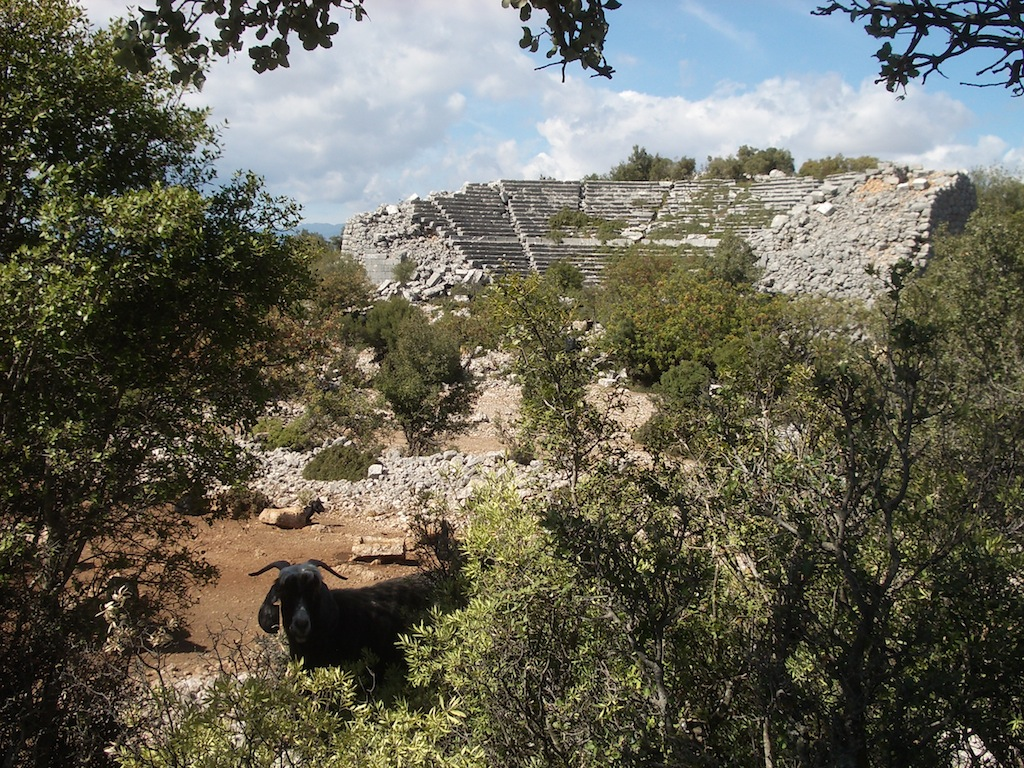
Theater von Kyaneai

Die Ruinen von Kyaneai liegen auf einem Hügel oberhalb des Dorfes Yavu. Stadtmauer und Theater stammen aus frühhellenistischer Zeit, die meisten anderen Reste (u. a. Thermen und eine Markthalle) aus der römischen Kaiserzeit. Kyaneai besitzt mit mehr als 380 Exemplaren die größte Sarkophagnekropole Lykiens. Die meisten der dortigen Sarkophage zeichnen sich durch die landschaftspezifische spitzbogige Form ihrer Deckel aus. Der bedeutendste Sarkophag von Kyaneai stammt aus der ersten Hälfte des 4. Jahrhunderts v. Chr. Er zeigt diverse Reliefs und eine lykische Inschrift. In ihm war ein gewisser Khudalijẽ bestattet, bei dem es sich gewiss um einen der Dynasten von Kyaneai handelt.